# دوشكو بونيتش
دوشكو بونيتش (بالصربية: Душко Бунић) مواليد 4 ديسمبر 1989 في بيخاتش، جمهورية يوغوسلافيا الاشتراكية الاتحادية، هو لاعب كرة سلة صربي. بدأ مسيرته الاحترافية في سنة 2006. يحمل الرقم 14. حقق المركز الأول في الألعاب الجامعية الصيفية 2011.

## المسيرة الاحترافية
لعب مع نادي بودوشنوست لكرة السلة في موسم 2012–2013، ثم لعب مع نادي إيجوكيا لكرة السلة من سنة 2013 إلى 2015، ثم لعب مع إم زد تي سكوبيه في موسم 2015–2016، ثم لعب مع نادي كركا لكرة السلة في سنة 2016.

## الميداليات
| الميدالية | المسابقة                      |
| --------- | ----------------------------- |
| ذهبية     | الألعاب الجامعية الصيفية 2011 |

## روابط خارجية
- دوشكو بونيتش على موقع الاتحاد الدولي لكرة السلة (الإنجليزية)
- دوشكو بونيتش على موقع الدوري الأوروبي لكرة السلة (الإنجليزية)
- دوشكو بونيتش على موقع كرة السلة الأوروبية.كوم (الإنجليزية)
- دوشكو بونيتش على موقع ريلجم (الإنجليزية)
- دوشكو بونيتش على موقع بروبوليرز (الإنجليزية)
- دوشكو بونيتش على موقع سبورتس رفرنس (الإنجليزية)